# Isolde Ahlgrimm
Isolde Karoline Louise Ahlgrimm (Viena, 31 de julho de 1914 — Viena, 11 de outubro de 1995) foi uma pianista, cravista, professora e pesquisadora austríaca, uma figura pioneira e referencial no movimento de revivalismo da música antiga.
Filha do livreiro Karl Friedrich Ahlgrimm e da pianista Camilla Christof, Isolde desde muito cedo demonstrou possuir um talento excepcional para a música. Foi introduzida no piano pela mãe aos quatro anos, depois estudou com seu irmão mais velho, aperfeiçoou-se na Academia de Música de Viena, sendo aluna de Viktor Ebenstein, e graduou-se com as honras máximas em 1932. Também recebeu instrução avançada do compositor Franz Schmidt e de do pianista Emil von Sauer, que havia sido discípulo de Franz Liszt e Nicholas Rubinstein.
Isolde começou sua carreira como uma aclamada virtuose do piano, especializada na obra de Haydn e Mozart, mas por influência de alguns precursores do revivalismo, como o oboísta Alexander Wunderer e o professor Josef Mertin, a partir de 1934 começou a se interessar pelos instrumentos antigos, gradualmente passando a se dedicar ao cravo, além de ser a pioneira na reintrodução do pianoforte, que ela via como instrumentos mais adequados para a música daqueles autores. Colaborou com a firma Pleyel na construção de réplicas. Contudo, a técnica interpretativa que desenvolveu dependeu largamente de suas próprias pesquisas em tratados antigos, lançando as fundações da abordagem que outros seguiriam mais tarde nos instrumentos de teclado. Atuou principalmente em Viena, onde sua série de Concertos para Conhecedores e Diletantes, iniciada em 1937, lhe valeu muitos admiradores. A série resgatou uma ampla variedade de obras do século XVII ao século XIX que haviam sido esquecidas ou eram pouco conhecidas, mas também dava algum espaço para obras contemporâneas especialmente encomendadas ou a ela dedicadas.
Sua carreira ganhou impulso através da associação com o rico mecenas e depois seu marido Erich Fiala, que lhe possibilitou ampliar a pesquisa das fontes antigas, adquirir instrumentos originais e montar uma orquestra para gravações. Fez muitos alunos, lecionando de 1945 a 1949 e de 1964 a 1984 na Academia de Viena e de 1958 a 1962 no Mozarteum de Salzburgo, deixou muitas gravações e vários artigos sobre musicologia, e fez excursões pela Europa e Estados Unidos. Foi autora de um dicionário de ornamentação, publicado e ampliado postumamente. Foi uma das primeiras musicistas a executar e gravar a obra completa para teclado de Bach.
Segundo Peter Watchorn, sua contribuição ao movimento "foi vital para a nossa percepção e apreciação moderna da estética musical de tempos passados. Uma musicista soberba, que sabia da importância da pesquisa científica e via os instrumentos antigos como ferramentas básicas para o entendimento da música do passado, ela influenciou muitos dos melhores músicos revivalistas da geração seguinte — Gustav Leonhardt, Nikolaus Harnoncourt, Paul Badura-Skoda, Jörg Demus, para citar apenas alguns".